# Малая Хмелевая
Малая Хмелевая — деревня в Тульской области России.
В рамках административно-территориального устройства  входит в Поддолговский сельский округ Ефремовского района, в рамках организации местного самоуправления — в муниципальное образование город Ефремов со статусом городского округа.

## География
Расположена в 10 км к северо-западу от города Ефремов.

## Население
| 2002 | 2004 | 2010 |
| ---- | ---- | ---- |
| 191  | ↘155 | ↗223 |

## История
В 1961 году Указом Президиума Верховного Совета РСФСР деревня Лесная Уродовка переименована в Малая Хмелевая.